# سبحان (قهاب رستاق)
سبحان (بالفارسية: سبحان) هي مستوطنة تقع في إيران في قسم قهاب رستاق الريفي. يقدر عدد سكانها بـ 80 نسمة بحسب إحصاء 2016.